# Água Fria (kommun)
Água Fria är en kommun i Brasilien.   Den ligger i delstaten Bahia, i den östra delen av landet, 1 100 km öster om huvudstaden Brasília. Antalet invånare är 15 726.
Omgivningarna runt Água Fria är huvudsakligen savann. Runt Água Fria är det glesbefolkat, med 13 invånare per kvadratkilometer.